# Théorie chromosomique de Sutton et Boveri
Pour les articles homonymes, voir Sutton et Boveri.

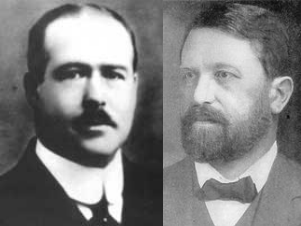
Walter Sutton (gauche) et Theodor Boveri (droite) ont indépendamment développé la théorie chromosomique en 1902

La théorie chromosomique de Sutton et Boveri (également connue sous le nom de théorie chromosomique de l'hérédité) est une théorie unificatrice fondamentale de la génétique qui identifie les chromosomes comme étant les porteurs de l’information génétique. Cette théorie a permis d’expliquer les mécanismes sous-jacents de l'hérédité mendélienne.
Theodor Boveri et Walter Sutton ont développé indépendamment la théorie chromosomique en 1902, Boveri en étudiant le développement embryonnaire chez l’oursin et Sutton lors de ces travaux sur la méiose chez la sauterelle.
La proposition de Sutton et Boveri en 1902, que les chromosomes sont les facteurs de l'hérédité mendélienne fut controversée jusqu’à sa démonstration en 1915 par les travaux de Thomas Hunt Morgan chez la mouche Drosophila melanogaster.